# 西本正
西本 正（にしもと ただし、1921年〈大正10年〉 - 1997年〈平成9年〉）は、日本の撮影監督である。香港の撮影監督賀蘭山（ホー・ランシャン）として知られる。

## 人物・来歴
1921年（大正10年）、福岡県、現在の筑紫野市に生まれる。幼少時に家族とともに満州国に移住し、長じて満州映画協会に入社、撮影部で働く。
第二次世界大戦後、内地に引き上げ、東宝で撮影助手をつとめる。1948年（昭和23年）には、太泉スタジオ（現在の東映東京撮影所）の第1回作品、マキノ正博（のちのマキノ雅弘）監督の『肉体の門』で、山崎一雄（のちの山崎市雄）カメラマンの助手をつとめた。新東宝で三村明の助手をつとめたのち、1956年（昭和31年）、田口哲監督の『鉄血の魂』で撮影技師として一本立ちした。
1957年（昭和32年）、若杉光夫監督とともに香港に招かれ、ショウ・ブラザーズ製作で2作のカメラを回した。1958年（昭和33年）には新東宝に復帰し、中川信夫作品を多く手がけた。1960年（昭和35年）、大蔵貢社長が新東宝を退陣、翌1961年（昭和36年）5月には製作を停止、西本はすでに香港に渡っていた。
1962年（昭和37年）、第15回カンヌ国際映画祭で『楊貴妃』がコンペティション上映され、西本はフランス高等映画技術委員会色彩撮影賞を受賞した。1966年（昭和41年）以降、日活から井上梅次、中平康、古川卓巳ら監督が香港に招かれ、ショウ・ブラザースで監督作を手がけた際、その多くに西本が携わった。香港では、1974年（昭和49年）までの13年間に47本を手がけた。「香港カラー撮影の父」と呼ばれたほか、『ドラゴンへの道』（1972年（昭和47年））の撮影でも知られ、主演のブルース・リーとは一緒に「すき焼き」を食べに行くなど交友があった。
1997年（平成9年）に死去した。満75-76歳没。

## フィルモグラフィ
特記以外はすべて撮影技師。
- 『肉体の門』 : 監督 マキノ正博 / 小崎政房、撮影 山崎一雄

吉本プロダクション・太泉スタジオ / 東宝、1948年 - 撮影補佐
新東宝
- 『鉄血の魂』 : 監督 田口哲、1956年
- 『波止場の王者』 : 監督 内川清一郎、1956年
- 『警察官』 : 監督 並木鏡太郎、1957年
- 『明治天皇と日露大戦争』 : 監督 渡辺邦男、1957年 - スタンダード版カメラ
- 『「青春万歳」より 源平恋合戦』 : 監督 小森白、1957年
- 『神秘美人』 The Lady of Mystery : 監督 華克毅（若杉光夫）、ショウ・ブラザーズ、1957年
- 『女王蜂』 : 監督 田口哲、1958年
- 『異國情鴛』 Love with an Alien : 監督 華克毅（若杉光夫）、ショウ・ブラザース、1958年
- 『楠公二代誠忠録』 : 監督 小野田正彦、富士映画、1958年
- 『新日本珍道中 西日本の巻』 : 監督 近江俊郎 / 曲谷守平、1958年
- 『亡霊怪猫屋敷』 : 監督 中川信夫、1958年
- 『憲兵と幽霊』 Kenpei to yurei : 監督 中川信夫、1958年
- 『侠艶小判鮫』前後篇 : 監督 中川信夫、1958年
- 『剣姫千人城』 : 監督 加戸野五郎、1959年
- 『影法師捕物帖』 : 監督 中川信夫、1959年
- 『東海道四谷怪談』 : 監督 中川信夫、1959年
- 『美しくなる為に』 : 監督 橋田寿久年、日米映画 / 大映、1959年
- 『雷電』 : 監督 中川信夫、1959年
- 『続 雷電』 : 監督 中川信夫、1959年
- 『地下帝国の死刑室』 : 監督 並木鏡太郎、1960年

ショウ・ブラザーズ
- 『燕子盗』 The Swallow : 監督 岳楓、1961年
- 『手鎗』 The Pistol : 監督 李翰祥 / 高立、1961年
- 『千嬌百媚』 Les Belles : 監督 陶秦、1961年
- 『楊貴妃』 Yang Kwei Fei, The Magnificent Concubine : 監督 李翰祥、1962年
- 『白蛇傳』 Madame White Snake : 監督 岳楓、1962年

- 『梁山伯與祝英台』 The Love Eterne : 監督 李翰祥、1963年
- 『武則天』 The Empress Wu Tse-tien : 監督 李翰祥、1963年
- 『花團錦簇』 Love Parade : 監督 陶秦、1963年
- 『七仙女』 A Maid from Heaven : 監督 何夢華 / 陳新一、1963年

- 『王昭君』 Beyond the Great Wall : 監督 李翰祥、1964年
- 『花木蘭』 Lady General Hua Mulan : 監督 岳楓、1964年
- 『妲己』 妲己, The Last Woman of Shang : 監督 岳楓、1964年
- 『大地兒女』 Sons of Good Earth : 監督 李翰祥、1965年
- 『寶蓮燈』 The Lotus Lamp : 監督 岳楓、1965年
- 『西廂記』 The West Chamber : 監督 岳楓、1965年

- 『大酔侠』 Come Drink with Me : 監督 キン・フー、1966年
- 『藍與黒』 藍與黑, The Blue and the Black : 監督 陶秦、1966年
- 『藍與黒 下集大巨結局』 The Blue and the Black Part 2 : 監督 陶秦、1966年

- 『香港ノクターン』 香江花月夜, Hong Kong Nocturne : 監督 井上梅次、1966年
- 『諜網嬌娃』 Operation Lipstick : 監督 井上梅次、1966年
- 『特警零零九』 Inter-Pol : 監督 湯樹希（中平康）、1966年
- 『風流鐵漢』 Kiss and Kill : 監督 程剛 / 戴高美（古川卓巳）、1966年
- 『飛天女郎』 Trapeze Girl : 監督 湯樹希（中平康）、1966年
- 『龍虎溝』 The Dragon Creek : 監督 岳楓、1966年

- 『花月良宵』 Hong Kong Rhapsody : 監督 井上梅次、1968年
- 『狂戀詩』 Summer Heat : 監督 湯樹希（中平康）、1968年
- 『諜海花』 The Brain-Stealers : 監督 井上梅次、1968年
- 『春満乾坤』 Double Trouble : 監督 薛羣、1968年

- 『獵人』 Diary of a Lady-Killer : 監督 湯樹希（中平康）、1969年
- 『釣金亀』 The Millionaire Chase : 監督 井上梅次、1969年
- 『青春萬歳』 The Singing Escort : 監督 井上梅次、1969年
- 『人頭馬』 Dark Rendezvous : 監督 穆時傑（村山三男）、1969年
- 『千面魔女』 Temptress of a Thousand Faces : 監督 鄭昌和、1969年

- 『殺機』 A Cause to Kill : 監督 穆時傑（村山三男）、1970年
- 『鬼門關』 Hellgate : 監督 穆時傑（村山三男）、1970年
- 『武林風雲』 A Taste of Cold Steel : 監督 岳楓、1970年
- 『餓狼谷』 Valley of the Fang : 監督 鄭昌和、1970年
- 『那個不多情』 A Time for Love : 監督 桂治洪、1970年

- 『五枝紅杏』 Long road to Freedom : 監督 井上梅次、1971年

- 『玉女嬉春』 The Yellow Muffler : 監督 井上梅次、1972年
- 『大内高手』 The Imperial Swordsman : 監督 林福地、1972年
- 『風月奇譚』 Legends of Lust : 監督 李翰祥、1972年
- 『中国超人インフラマン』 The Super Inframan : 監督 ホア・シャン、1975年

コンコルド・プロズ
- 『ドラゴンへの道』 Way of the Dragon : 監督 ブルース・リー、1972年

コンコルド・プロズ+ゴールデン・ハーベスト
- 『死亡遊戯』 Game of Death : 監督 ロバート・クローズ / ブルース・リー、1972年 - 1978年（1972年撮影部分）

ゴールデン・ハーベスト
- 『Mr.Boo!ギャンブル大将』 : 監督 マイケル・ホイ、1974年

福星影業
- 『勾魂艶鬼』 From the Underworld : 監督 ホア・シャン、1974年